# تریسی پوتنام
تریسی پوتنام (انگلیسی: Tracy Putnam؛ ۱۸۹۴-۱۹۷۵) یک پزشک و پژوهش‌گر اهل ایالات متحده آمریکا بود. وی (به همراه اچ. هیوستون مریت) یکی از دو کاشف داروی فنی‌توئین است که در درمان صرع کاربرد گسترده دارد.
تریسی پوتنام در سال ۱۹۱۵ از کالج هاروارد و در سال ۱۹۲۰ از دانشکدهٔ پزشکی هاروارد فارغ‌التحصیل شد. علاوه بر کشف داروی فنی‌توئین او به همراه آلکساندرا آدلر پژوهش‌هایی نیز دربارهٔ بیماری ام‌اس انجام داد و یکی از نخستین کسانی بود که حوالی دههٔ ۱۹۳۰ میلادی، «دلایل عروقی» را برای این بیماری مطرح کرد.